# Barleber See (Magdeburg)
Barleber See, Magdeburg-Barleber See – dzielnica miasta Magdeburg w Niemczech, w kraju związkowym Saksonia-Anhalt.